# Combret
Combret (okzitanisch gleichlautend) ist ein Ort und eine südfranzösische Gemeinde mit 258 Einwohnern (Stand: 1. Januar 2022) im Département Aveyron in der Region Okzitanien (zuvor Midi-Pyrénées). Sie gehört zum Arrondissement Millau und zum Kanton Causses-Rougiers. Die Einwohner werden Combretois genannt.

## Lage
Combret liegt etwa 40 Kilometer ostsüdöstlich von Albi im Südwesten der historischen Provinz Rouergue am Fluss Rance. Umgeben wird Combret von den Nachbargemeinden La Serre im Nordwesten und Norden, Saint-Juéry im Norden, Rebourguil im Nordosten, Belmont-sur-Rance im Osten, Saint-Sever-du-Moustier im Süden und Südwesten, Laval-Roquecezière im Südwesten und Westen sowie Saint-Sernin-sur-Rance im Nordwesten.

## Bevölkerungsentwicklung
| Jahr                       | 1962 | 1968 | 1975 | 1982 | 1990 | 1999 | 2006 | 2019 |
| Einwohner                  | 532  | 462  | 370  | 327  | 271  | 296  | 294  | 265  |
| Quellen: Cassini und INSEE |      |      |      |      |      |      |      |      |

## Sehenswürdigkeiten
- Statuenmenhire von Lucante, Saint-Léonce und Serres,
- Kirche Saint-Jean-Baptiste, 1393 wieder errichtet auf den Fundamenten einer Kirche aus dem 12. Jahrhundert, Monument historique seit 1939
- mittelalterlicher Ortskern mit dem Rest des Donjon und Reste der Burg
- Halle aus dem Mittelalter, Monument historique seit 2004

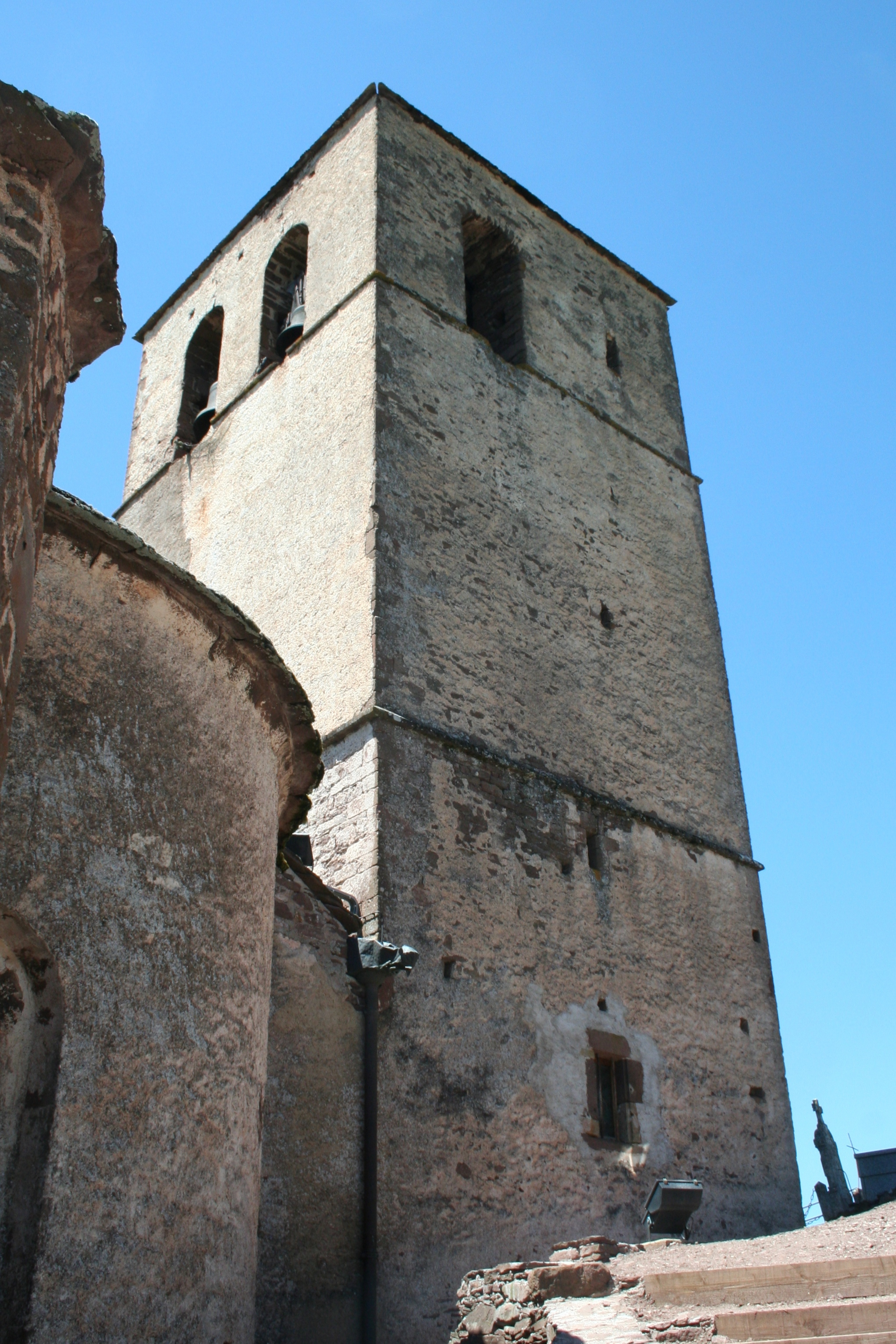
Turm der Kirche Saint-Jean-Baptiste
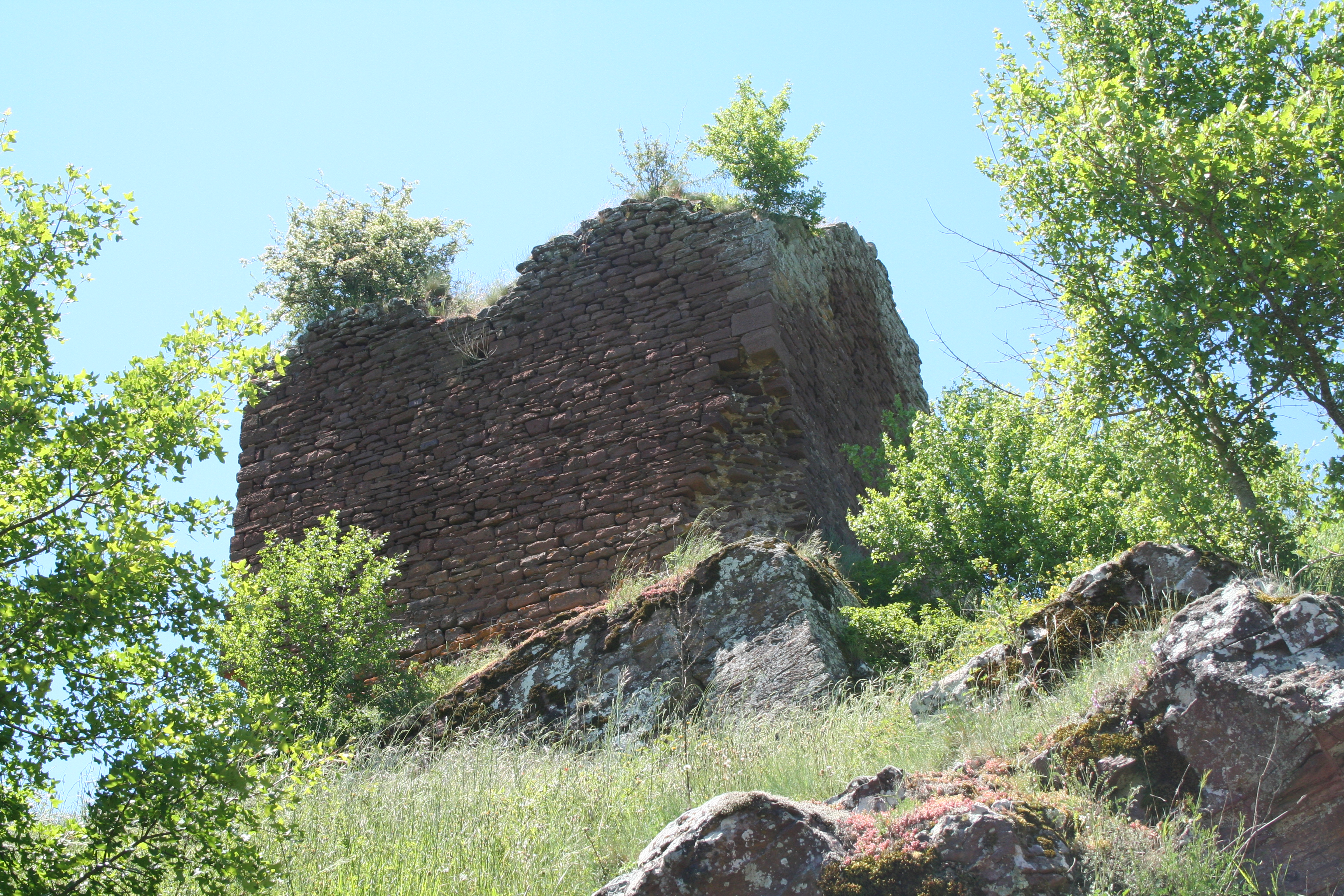
Reste der Burg
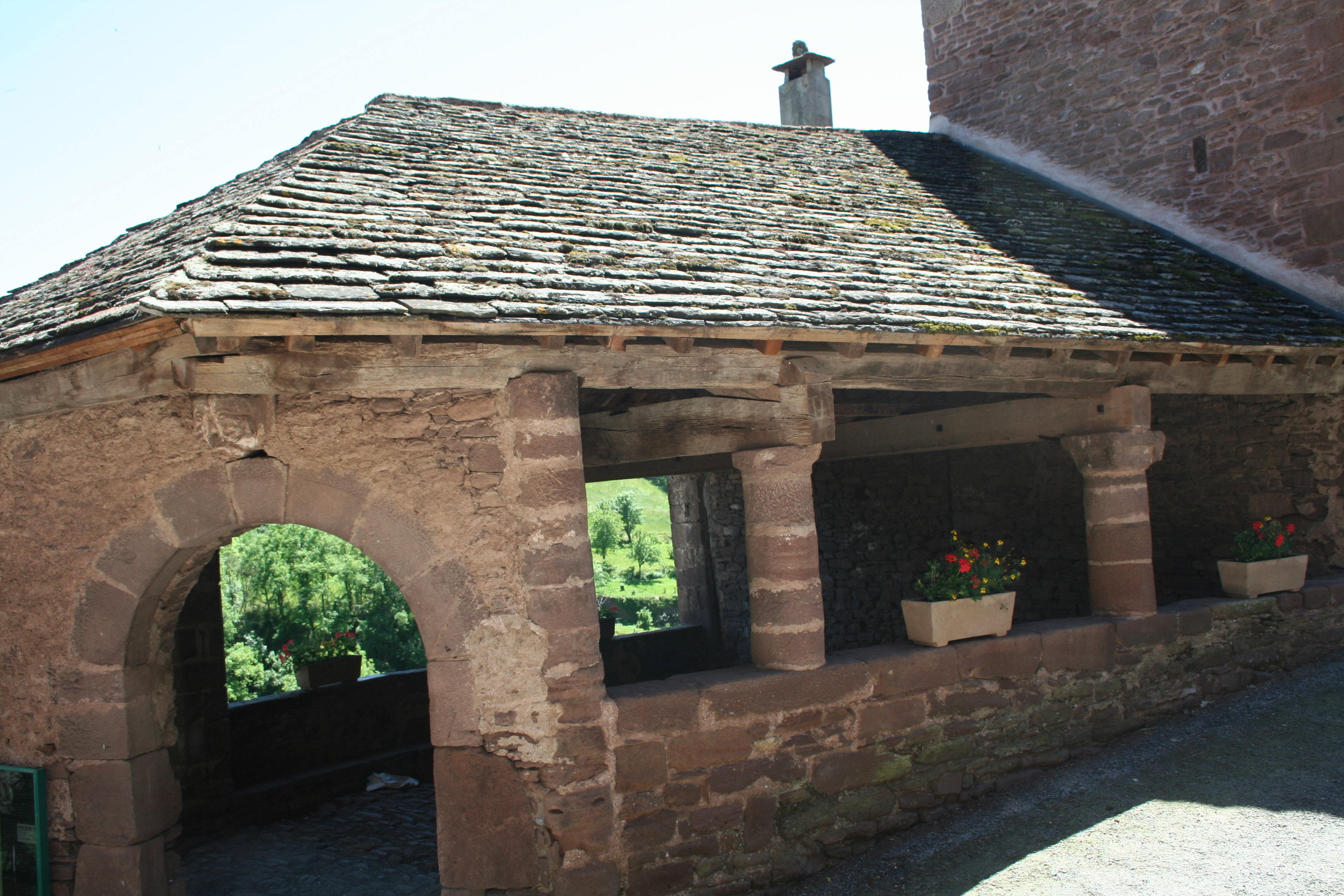
Mittelalterliche Halle
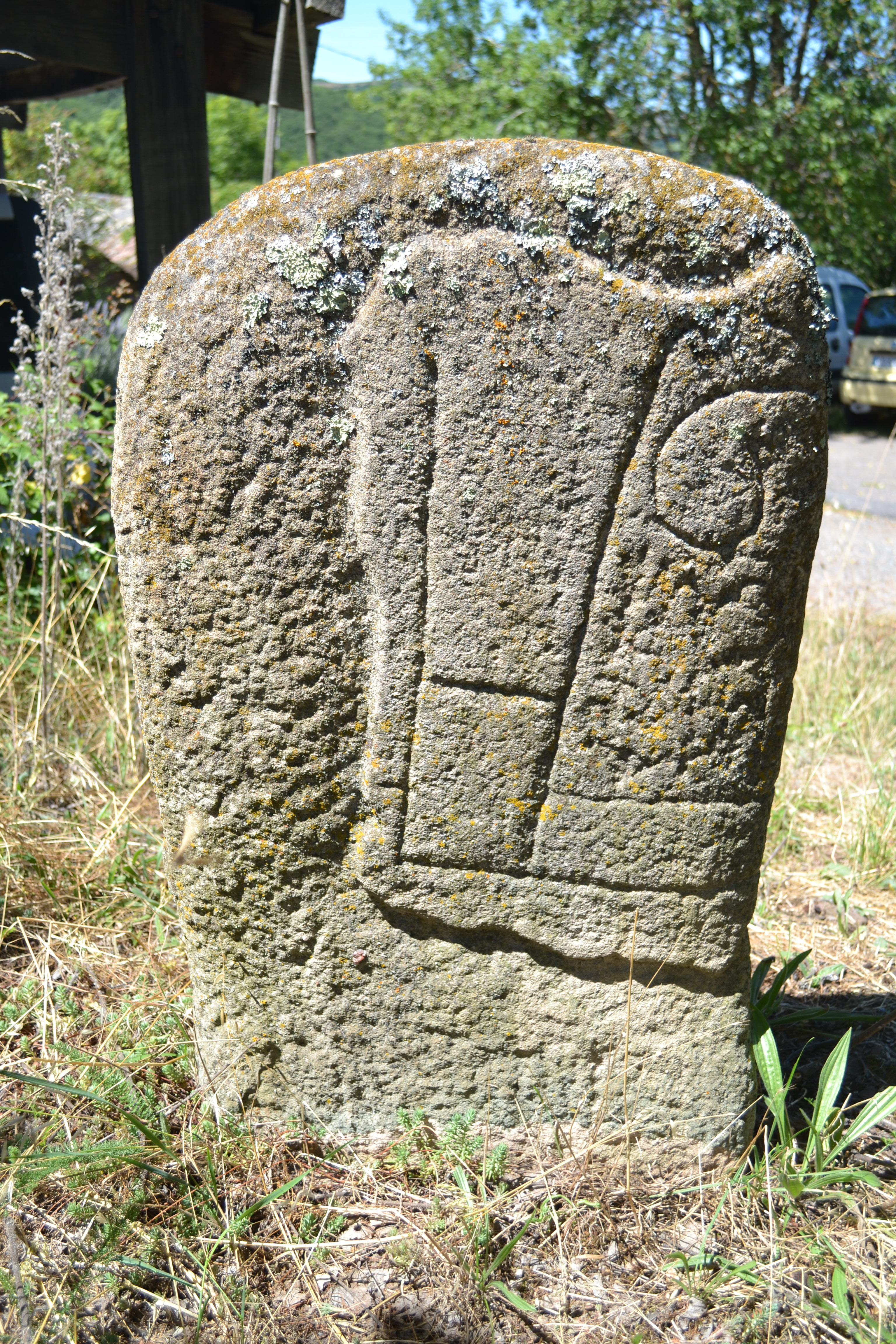
Statuenmenhir von Lucante
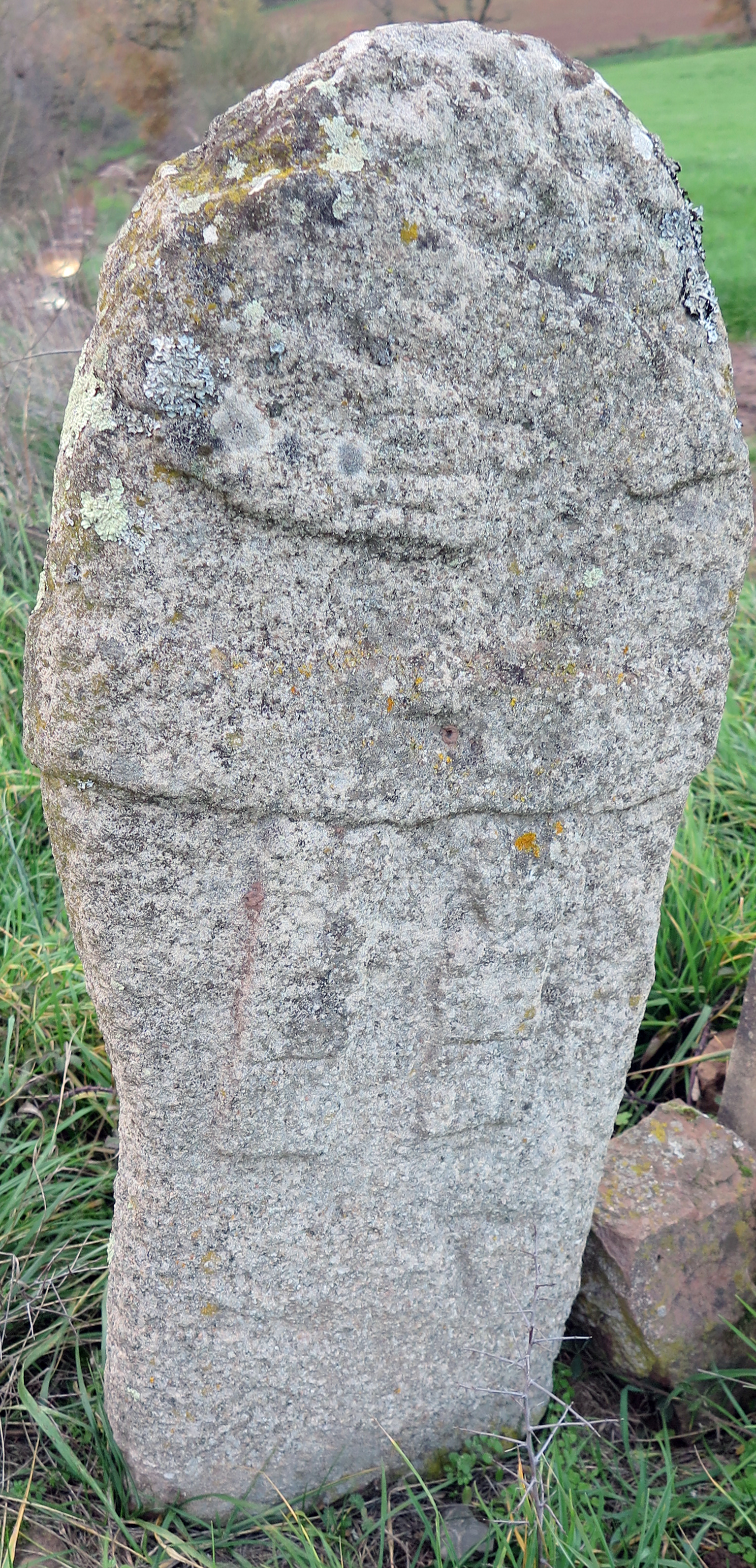
Statuenmenhir von Saint-Léonce
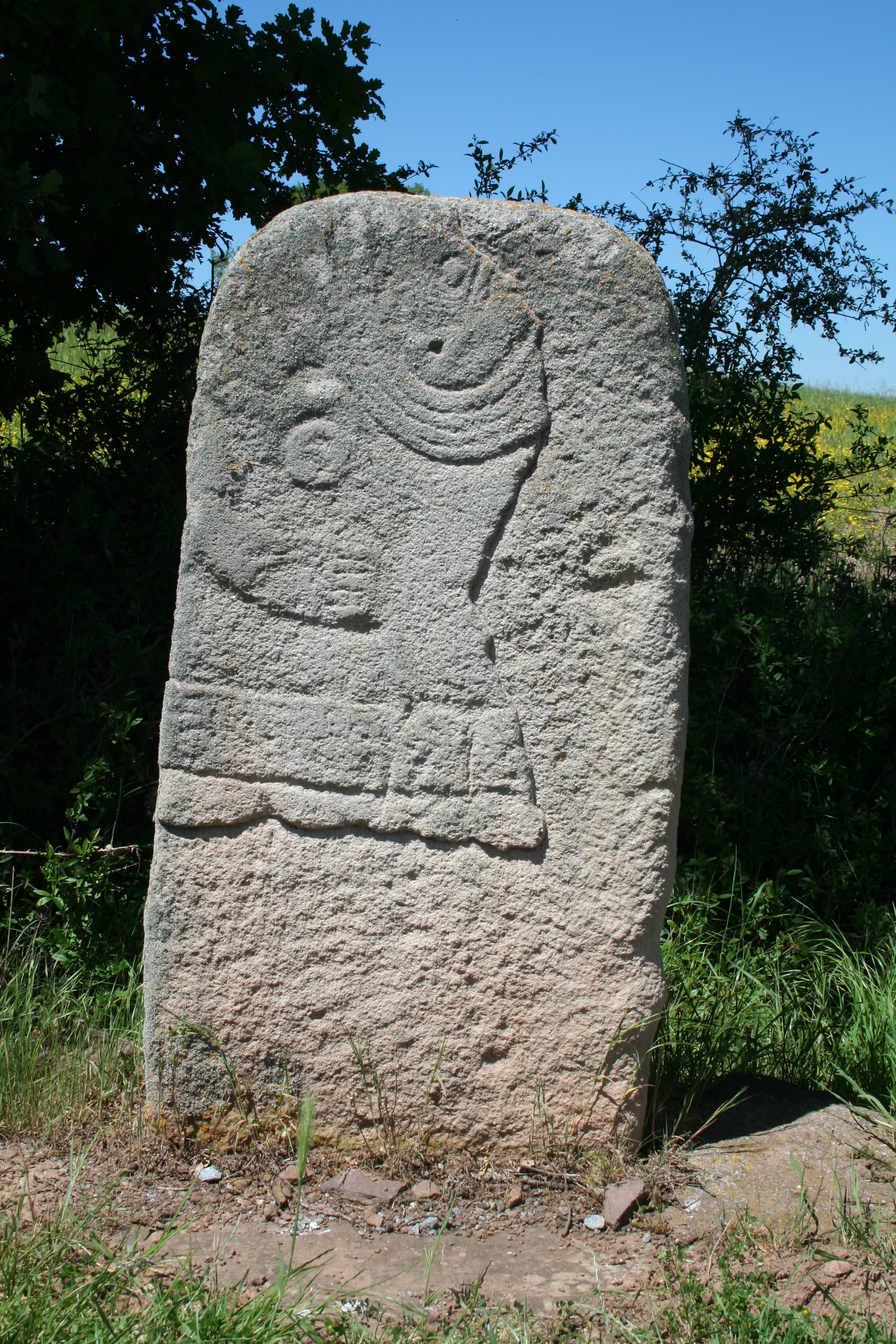
Statuenmenhir von Serres